# Верхне-Мысовая
Верхне-Мысовая — деревня в в Сургутском районе Ханты-Мансийского автономного округа — Югры. Входит в состав Сельского поселения Локосово.

## Климат
Климат резко континентальный, зима суровая, с сильными ветрами и метелями, продолжающаяся семь месяцев. Лето относительно тёплое, но быстротечное.

## Население
| 1989 | 2002 | 2010 |
| ---- | ---- | ---- |
| 23   | ↗36  | ↗51  |